# لغات رومانسية
اللُّغَاتُ الرومانسيّة أو رومانية الاشتقاق أو اللُّغَاتُ الرُّومَانِيقِيَّةُ[بحاجة لمصدر] وتُعرف كذلك باسم اللغات اللاتينية هي اللغات التي أصلها اللغة اللاتينية وتعد أحد فروع اللغات الهندوأوروبية. أغلبيتها في جنوب أوروبا. وأهمها هي الإيطالية والفرنسية والإسبانية والبرتغالية والرومانية والكتلانية. توجد أيضًا لغاتٌ أقل انتشاراً مثل القسطانية والجليقية والوالون والرومانشية والكورسية
كانت اللغة اللاتينية في العصور الوسطى قبيل الإسلام لغة تواصل مشترك للعلم والتجارة والتواصل بين الشعوب الناطقة بلغات مختلفة وخصوصاً في حوض المتوسط. اللغات الرومانسية مشتقة من اللاتينية العامية (أو السوقية) والتي كانت لغة جنود وعبيد الإمبراطورية الرومانية.
بسبب الاستعمار الإسباني والفرنسي، دخلت هذه اللغات في أنحاء كثيرة من العالم، وخاصة قارتي أمريكا وأفريقيا. ويتحدث بها كلغة أم حوالي 600 مليون شخص حول العالم.

## الوضع الحديث
اللغة الرومانسية الأكثر انتشارًا اليوم هي اللغة الإسبانية، تليها البرتغالية والفرنسية والإيطالية والرومانية، وتغطي هذه اللغات مناطق شاسعة من أوروبا وما بعدها، وهي لغات رسمية ووطنية في عشرات البلدان.
في أوروبا، ثمة لغة رومانسية رسمية واحدة على الأقل في كل من فرنسا، والبرتغال، وإسبانيا، وإيطاليا، وسويسرا، وبلجيكا، ورومانيا، ومولدوفا، وترانسنيستريا، وموناكو، وأندورا، وسان مارينو، وفي مدينة الفاتيكان. وفي هذه البلدان، تعتبر اللغات الفرنسية والبرتغالية والإيطالية والإسبانية والرومانية والمولدوفية والرومانشية والكتالانية لغات رسمية دستورية.
اللغات الرسمية للاتحاد الأوروبي هي: الفرنسية والإيطالية والبرتغالية والإسبانية والرومانية. كانت اللغات الإسبانية والبرتغالية والفرنسية والإيطالية والرومانية والكتالانية هي اللغات الرسمية في الاتحاد اللاتيني البائد. واللغتان الفرنسية والإسبانية هما لغتان من اللغات الست الرسمية في الأمم المتحدة. خارج أوروبا، يتحدث العامة بالفرنسية والبرتغالية والإسبانية، وهم لغات رسمية في الدول المختلفة التي انبثقت عن الإمبراطوريات الاستعمارية المذكورة.
بوجود ما يقارب 500 مليون متحدث في جميع أنحاء العالم، فإن اللغة الإسبانية هي اللغة الرسمية في إسبانيا وفي تسعة بلدان في أمريكا الجنوبية، موطن نحو نصف سكان تلك القارة، وفي ستة بلدان في أمريكا الوسطى (جميعها باستثناء بليز) وفي المكسيك أيضًا. وفي منطقة البحر الكاريبي، اللغة الإسبانية هي اللغة الرسمية في كوبا وجمهورية الدومينيكان وبورتوريكو. وفي كل هذه البلدان، تعتبر إسبانية أمريكا اللاتينية اللغة المحكية لغالبية السكان، وبهذا فإن اللغة الإسبانية لديها عدد من المتحدثين الأصليين يفوق أي لغة رومانسية أخرى. أما في إفريقيا، فهي إحدى اللغات الرسمية في غينيا الاستوائية. كانت الإسبانية إحدى اللغات الرسمية في الفلبين جنوب شرق آسيا حتى عام 1973. وبعد اعتماد دستور عام 1987، شطبت اللغة الإسبانية من الاستخدام لغةً رسمية (حلت محلها اللغة الإنكليزية) وأُدرجت لغة اختيارية/طوعية إلى جانب مع اللغة العربية، حاليًا، هناك أقلية تتحدث بها وتدرس في المناهج التعليمية.
يتحدث جميع سكان البرتغال، البالغ عددهم 10 ملايين نسمة، اللغة البرتغالية. وباعتبارها اللغة الرسمية للبرازيل، يتحدث بها أكثر من 200 مليون شخص في تلك البلاد، بالإضافة إلى سكان شرق باراغواي وشمال الأوروغواي المجاورتين، مما يمثل أكثر قليلًا من نصف سكان أمريكا الجنوبية، وبذلك تكون البرتغالية اللغة الرومانسية الرسمية الأكثر انتشارًا ضمن دولة واحدة. وهي اللغة الرسمية لست دول إفريقية (أنغولا، الرأس الأخضر، غينيا بيساو، موزامبيق، غينيا الاستوائية، وساو تومي وبرينسيبي)، وتُستخدم لغة أم من قبل نحو 16 مليون شخص في تلك القارة. وفي آسيا، البرتغالية هي لغة رسمية مشتركة مع لغات أخرى في تيمور الشرقية وماكاو، فيما غالبية المتحدثين باللغة البرتغالية في آسيا - نحو 400,000 - هم في اليابان، وذلك بسبب الهجرة المعاكسة للبرازيليين اليابانيين. وفي أمريكا الشمالية، يتحدث مليون شخص البرتغالية لغة أم، وبشكل أساسي المهاجرين من البرازيل والبرتغال والدول الأخرى الناطقة باللغة البرتغالية وأحفادهم. وفي أوقيانوسيا، اللغة البرتغالية هي ثاني أكثر لغة رومانسية انتشارًا بعد الفرنسية، ويرجع ذلك بشكل أساسي إلى عدد المتحدثين بها في تيمور الشرقية. وتعتبر أقرب أقاربها، اللغة الغاليكية، لغة رسمية في منطقة الحكم الذاتي في غاليكيا في إسبانيا، جنبًا إلى جنب مع اللغة الإسبانية.
خارج أوروبا، تُستخدم اللغة الفرنسية لغة أم بشكل رئيسي في مقاطعة كيبيك الكندية، وفي أجزاء من نيو برونزويك وأونتاريو. وتعد كندا دولة ثنائية اللغة رسميًا، إذ تُعتبر اللغتان الفرنسية والإنجليزية لغات رسمية في البلاد، وتقدم الخدمات الحكومية باللغة الفرنسية بشكل نظري في جميع أنحاء البلاد. في بعض أجزاء الكاريبي، مثل هايتي، تُعد الفرنسية لغة رسمية، لكن معظم العامة يتحدثون لغات الكريول مثل الكريول الهايتي لغةً أم. وتُعد الفرنسية لغة رسمية في معظم قارة إفريقيا أيضًا، حيث يوجد عدد قليل نسبيًا من المتحدثين الأصليين، لكن يوجد عدد أكبر من الذين يتحدثون اللغة الفرنسية لغةً ثانية.
على الرغم من أن إيطاليا كان لديها بعض الممتلكات الاستعمارية قبل الحرب العالمية الثانية، إلا أن لغتها لم تبق رسمية بعد نهاية الهيمنة الاستعمارية. نتيجة لذلك، تُستخدم اللغة الإيطالية (خارج إيطاليا وسويسرا) اليوم لغة أقليات فقط من قبل مجتمعات المهاجرين في أمريكا الشمالية وأمريكا الجنوبية وأستراليا. وفي بعض المستعمرات الإيطالية السابقة في إفريقيا - أي ليبيا وإريتريا والصومال - يتحدث بعض الأشخاص المثقفين العاملين في التجارة والحكومة باللغة الإيطالية.
لم تؤسس رومانيا إمبراطورية استعمارية. تتضمن منطقة انتشار اللغة الرومانية الأصلية جمهورية مولدوفا، حيث تُعد اللغة الرومانية اللغة السائدة ويتحدث بها غالبية السكان، وتشمل أيضًا المناطق المجاورة في صربيا (فويفودينا ومقاطعة بور)، وبلغاريا، والمجر، وأوكرانيا (بوكوفينا، بودجياك)، وبعض القرى بين نهري دنيستر وبوغ. ومثلما هو الحال مع اللغة الإيطالية، تُستخدم اللغة الرومانية خارج مداها الإثني من قبل مجتمعات المهاجرين. وفي أوروبا، يشكل المتحدثون باللغة الرومانية نحو اثنين بالمائة من السكان في إيطاليا وإسبانيا والبرتغال. تُستخدم اللغة الرومانية أيضًا في إسرائيل من قبل اليهود الرومانيين، إذ تُعد اللغة الأم لخمسة بالمائة من السكان، ويتحدثها عدد أكبر كلغة ثانوية. تُستخدم اللغة الأرومانية اليوم من قبل الأرومانيين في بلغاريا ومقدونيا الشمالية وألبانيا وكوسوفو واليونان.
يُقسم إجمالي عدد المتحدثين باللغات الرومانسية كلغة أم (إحصائيات عام 2020) والبالغ 880 مليون كالتالي:
- الإسبانية 54٪ (475 مليون، بالإضافة إلى 75 مليون متحدث كلغة ثانية ليصبح العدد 550 مليون متحدث بالإسبانية)
- البرتغالية 26٪ (230 مليون، بالإضافة إلى 30 مليون متحدث كلغة ثانية ليصبح العدد 260 مليون متحدث بالبرتغالية)
- الفرنسية 9٪ (80 مليون، بالإضافة إلى 195 مليون متحدث كلغة ثانية ليصبح العدد 275 مليون متحدث بالفرنسية)
- الإيطالية 7٪ (65 مليون، بالإضافة إلى 3 مليون متحدث كلغة ثانية)
- الرومانية 3٪ (24 مليون)
- الكتالانية 0.5٪ (4 مليون، بالإضافة إلى 5 مليون متحدث كلغة ثانية)
- اللغات الأخرى 3٪ (26 مليون، جميعهم تقريبًا ثنائيي اللغة بإحدى اللغات الوطنية)

تُعتبر الكتالانية اللغة الرسمية لأندورا. وفي إسبانيا، تُعد اللغة الرسمية جنبًا إلى جنب مع الإسبانية في كتالونيا، ومجتمع فالنسيا (تحت اسم اللغة الفالنسية)، وجزر البليار، وهي لغة مُعترف بها، لكنها غير رسمية، في منطقة من أراغون تُعرف باسم لا فرانجا. بالإضافة إلى ذلك، يتحدث بها العديد من سكان ألغيرو في جزيرة سردينيا، وهي اللغة الرسمية المشتركة في تلك المدينة. اللغة الجاليكية، التي يتحدث بها أكثر من ثلاثة ملايين شخص، رسمية بجانب الإسبانية في جاليكيا، وتحظى باعتراف قانوني في الأقاليم المجاورة في قشتالة وليون. تتمتع بعض اللغات الأخرى باعتراف رسمي على مستوى إقليمي أو مستوى محدود، على سبيل المثال، اللغة الأستورية واللغة الأراغونية في إسبانيا؛ واللغة الميراندية في البرتغال؛ واللغة الفريولية واللغة السردينية واللغة البروفينسالية الفرنسية في إيطاليا؛ واللغة الرومانشية في سويسرا.
تُعتبر اللغات الرومانسية المتبقية موجودة في الغالب كلغات محكية تُستخدم للتواصل غير الرسمي. نظرت الحكومات الوطنية تاريخيًا إلى التنوع اللغوي على أنه عبء اقتصادي أو إداري أو عسكري، وكذلك مصدرًا محتملًا للحركات الانفصالية؛ ولذلك، فقد حاربت للقضاء عليه من خلال الترويج لاستخدام اللغة الرسمية على نطاق واسع، وتقييد استخدام اللغات الأخرى في وسائل الإعلام، والاعتراف بها على أنها مجرد «لهجات»، أو حتى اضطهادها. نتيجة لذلك، تُعتبر جميع هذه اللغات مهددة بالانقراض بدرجات متفاوتة وفقًا لكتاب اليونسكو الأحمر للغات المهددة بالانقراض، بدءًا من «عُرضة للانقراض» (مثل اللغة الصقلية واللغة الفينيسية) إلى «المهددة بشدة» (البروفينسالية الفرنسية، معظم أنواع اللغة الأوكسيتانية). ومنذ أواخر القرن العشرين ومطلع القرن الحادي والعشرين، سمحت زيادة الوعي والحساسية بخصوص حقوق الأقليات، لبعض هذه اللغات بالبدء في استعادة مكانتها وحقوقها المفقودة. ومع ذلك، من غير الواضح ما إذا كانت هذه التغييرات السياسية كافية لعكس تراجع لغات الأقليات الرومانسية.